# 清風中学校・高等学校
清風中学校・高等学校（せいふう ちゅうがっこう・こうとうがっこう、英語: Seifu Junior and Senior High School）は、大阪府大阪市天王寺区石ケ辻町に所在し、中高一貫教育を提供する私立男子中学校・高等学校。
清風学園グループの姉妹校として、学校法人清風南海学園が運営する清風南海中学校・高等学校（大阪府高石市）、学校法人清風明育社が運営する清風情報工科学院がある。

## 概要
高野山真言宗大僧正である平岡宕峯により1932年（昭和7年）創立された、大阪電機学校堺分校を沿源とする。高校の電気科に加え、1948年（昭和23年）に高校普通科を設置、中学校を併設する。
1949年、当時の大阪府知事赤間文三に嘆願し、幕末の長州藩の村田清風に因んで「清風」と名づけてもらった。
1954年には商業科を設置しているが、その後電気科・商業科の募集を中止している。
仏教を中心とした宗教教育を実践しているとされている。

## 組織
- 理事長 兼 学園長 - 平岡英信（平岡宕峯の長男）
- 法人専務理事 兼 校長 - 平岡宏一（宕峯の孫・英信の長男）
- 法人本部長 兼 副校長 - 長屋憲明

## 沿革
- 1932年（昭和07年）7月 - 大阪電機学校（電気科）が設立される。
- 1933年（昭和08年）4月 - 大阪電機学校堺分校（電気科・機械科）として設立を認可され、堺市浅香山町に開校[2]。
- 1945年（昭和20年）
  - 2月 - 中等学校令による財団法人浅香山電気工業学校の設立を認可されるとともに浅香山電気工業学校（電気科・機械科）を堺市浅香山町1026番地に設置。募集は男子のみ。
  - 6月 - 堺空襲により校舎焼失。
  - 7月 - 堺市立錦西小学校（当時は堺市錦西国民学校）へ仮移転。
- 1946年（昭和21年）4月 - 大阪市立浪速東中学校（大阪市浪速区逢坂下之町29番地）へ仮移転[2][3]。
- 1948年（昭和23年）
  - 4月 - 学制改革により浅香山電気工業学校が浅香山高等学校[注釈 1]と名称変更のうえ昇格認可される（ただし運営者名は財団法人浅香山電気工業学校のまま[6]）。電気科・機械科に加え普通科を設置。募集は男子のみ。
  - 8月 - 校祖平岡宕峯が伊勢神宮へ満願の日に大阪市天王寺区石ケ辻町（現在地）を手に入れ、移転。
  - 10月 - 高等学校に定時制課程（普通科・電気科・商業科）を設置[注釈 2]。男女共学。
- 1949年（昭和24年）1月 - 当時の大阪府知事に嘆願し、学校名を浅香山から「清風」と改称。
- 1950年（昭和25年）
  - 6月 - 天王寺府税事務所が開設するにあたり本校の校舎の一部を借用して置かれる（1951年4月の庁舎新築移転まで）[7]。
  - 9月 - ジェーン台風により校舎損壊。
- 1951年（昭和26年）3月 - 私立学校法に基づいて、学校法人清風学園と改組。
- 1952年（昭和27年）10月 - 清風予備校を併設[8]（現在は休校中[9]）。
- 1954年（昭和29年）4月 - 全日制に商業科を設置。
- 1968年（昭和43年）5月 - 5階建校舎完成。
- 1982年（昭和57年）10月 - 南校舎完成。
- 2006年（平成18年）11月 - 11月2日付の朝刊で「履修漏れ」の報道がなされた。芸術鑑賞への参加を芸術の1単位としていたことが発覚し、その年の2、3年生全員が補習を受けることになった。
- 2016年（平成28年）10月 - 新校舎完成。
- 2018年（平成30年）6月 - 生徒心得(校則)を一部改定。大阪府北部地震を受けて、校内への生徒のキッズケータイの持ち込みを生活指導部への必要書類の提出と、校内での使用の制限のもと許可した。（私用のスマートフォンの持ち込みなどは一切禁止。）

## 教育方針
- 建学の精神 - 徳・健・財、三拍子そろった姿でルールを守り、世の中のために尽くす人間となるために勤勉努力する理想的な人物を育成する。
- 教育方針 - 勤勉と責任とを重んじ、自立的精神を養うと共に明朗にして誠実、常に希望の中に幸福を見出し、社会のすべてから「安心」と「尊敬」と「信頼」の対象となり、信用され得る人物を育成するため（清風魂の獲得）、仏教を中心とした宗教による教育を実施する。
- 清風魂 - 清風魂とは、社会の全てから安心と尊敬と信頼される人物になるという目標を、実行させる精神力であり、実現する魂である。
  1. 正しい判断力を育成し、鋭い断行力を養う。
  2. 先祖伝来の宗教を中心に敬神崇祖の念を養い、信仰心を確立し、信念と不屈の精神力を身につけること。
  3. 常に節制を守り、体力の練磨向上を計り、徹底した精進努力をすること。
  4. 礼節を重んじ、父母を大切にし、先祖に感謝し、年長者や先生を尊敬すること。
  5. 素行を正しくして、常に正確な予算生活の実行者となること。
  6. 常に自利利他・福の神のコースを脱線せぬよう心がけ、急がず、息まずの心構えで勤勉努力を続けること。

### 仏教中心の宗教による教育
教育方針にも高野山真言宗の教えをベースに、「仏教を中心とした宗教による教育を行う」ことや「仏教の戒律を守る精神に基づき、ルールを守る大切さを体得させる」ことを掲げている。

### 清風カット
最近、報道メディアなどで取り上げられた校則のこと。生徒達が、大阪弁護士会に対し人権救済を申し立てている。訴えを起こした生徒は、この校則を「普通の高校生がしている髪形。それすらできないのがうちの学校なんです」と批判している。生徒達は、この校則のことを「ブラック校則」と呼んでいる。なお、池谷幸雄は「同期の友人は入学後、40年来の(清風カット)愛用者が居る」と言及しており、社会勉強とも語っている。

## 学校生活

### 朝礼
毎朝8時35分より実施される。内容は黙想、般若心経の読経、学校長・学園長・副校長の訓話、（毎週水曜日は学園長による腹式呼吸、暗示）、クラブ活動等の連絡するための収集である。雨天時は、放送にて教室で行われるが、小雨では運動場で行うこともある。その後、担任によるホームルーム約5分（内容は晴天時と同じ）。また、石井慧やダライ・ラマ14世など、オリンピック出場者や著名人などが訪れ、訓話をすることもある。但し、2020年6月以降、新型コロナウイルス感染症対策として、原則各教室にて朝礼が執り行われるよう変更された。般若心経は依然同様に執り行われている。
2023年9月以降、新型コロナウイルスが5類に変更になったことに伴い、高校3年生→高校2年生→高校1年生→中学生の順で日替わりで運動場での朝礼を再開した。

### 学友会
清風高校には生徒会は存在せず、学友会という名の組織が存在する。役職には、会長（1名）、副会長（2名）、書記（3名）がある。全校生徒による選挙は行わず、前期後期各初めの代議員会で推薦または立候補した者の中から各クラスの代議員により投票で選出される。

### 制服・体操服
制服は、2013年入学者からは高校はブレザー、中学は6つボタン詰襟（立折襟）の独自デザインに変更された。ともに安藤彰彦デザイン。高校生のブレザーの上着胸元には校章に「SEIFU 1945」と書かれたエンブレムが縫い付けられており、ネクタイの色で学年を判別する。中学生は襟につける校章バッジの色で学年が判別できる。
2012年までの入学者の制服は高校・中学とも統一デザインのブレザーである。上着の胸元にはSと書かれたエンブレムが縫いつけてある。また、ネクタイは、紺、エンジ、グリーンの各色が用意され、学年が識別できるようになっている。このため、学年章は着用しない。かつてはあらかじめノット（ネクタイの結び）の部分が作られたワンタッチタイプのネクタイをホックでカッターシャツに固定する方式が採用されており、いわゆる通常のネクタイは希望購入制であったが、1990年代後半の校則改正により通常のネクタイに変更された。
1989年（平成元年）までは学ラン（紺色・黒ボタン）が制服であった。
体操服は、冬用、夏用ともに胸に大きく「SEIFU」のロゴが入り、冬用長袖上着は丸首トレーナー（スウェット）タイプ、夏用半袖上着は首周りと袖口がゴムの縁取りで絞られたタイプとなる。学年の識別は、冬用がトレーナーの色、夏用が首周りと袖口のゴム、ロゴの色で判別される。
2023年（令和五年）度入学者からは制ボストンバッグが廃止され、リュックサックに変更される。尚ボストンバッグにはあった徳健財の英語表記が削除されている。

### 教育・研究
英語・数学・理科に関して、教育研究所が設置されている。課外学習としてNIE（教育に新聞を）活動がある。これは記事を題材にフィールドワークや討論を行い高度な思考能力の獲得や社会問題の理解を目指すものであると説明されている。清風高校・中学はNIE実践校として活動しており、2003年には第10回の発表会（日本新聞協会・朝日新聞社・大阪府教育委員会・大阪市教育委員会主催）が「自然と人間の共生」をテーマに南校舎7階で開かれた。この学習の一環として北朝鮮による拉致被害者家族連絡会の蓮池透の講演会も催された。著名人を招いて講演会を催すこともある。1997年、2003年に日欧4人のノーベル賞受賞者を迎え「フォーラム21世紀の創造」が開催された。超伝導の理論の研究でノーベル賞を受賞したアンソニー・レゲット、同じくノーベル賞学者の江崎玲於奈らが講演を行っている。
2006年11月、2014年4月、2016年11月にはダライ・ラマ法王による法話会が開かれた。
また、学習面において、自習用教室を開放したり進路指導や長期休暇中は前・後期の補習講座や勉強合宿等で学力の向上を図っている。クラスのコース変更は一年に一回行われ、３か年の場合、文理コースの成績優秀者は理数コースへの転科が認められている。理数コースへ転科した場合は、原則全員が国公立大学進学を目指すことになっている。その分、学習環境は予備校を必要としない、問題演習が豊富なカリキュラムである。
そして、特に力を入れている活動について、読書論文指導部があり、その特別講師の先生方による読書感想文、小論文の添削を定期的におこない、推薦入試や、自己推薦型入試(AO入試)等の対策をしている。
その他、保護者との連携について、原則年3回保護者会・個人懇談会を開催し各家庭とは連絡を密にとって生徒の指導に役立てている。

## 学科・コース

### 3か年(高校入学教育)
- 理Ⅲ６か年編入コース(高校2年次より理Ⅲ6か年コースに編入)[注釈 4]
- 理数コース
- 文理コース[注釈 5]

### 6か年(中高一貫教育)
- 理Ⅲ6か年コース（東京大学、京都大学をはじめとする難関国立大学や国公立大学医学部進学を目指すコース）
- 理Ⅱ6か年コース（難関国公立大学進学を目指すコース）
- 理Ⅰ6か年コース（国公立大学や難関私立大学進学を目指すコース）
- 国際６か年コース

コースは実力テストや定期試験などの成績により学年進級時に入れ替えがある。

## 施設

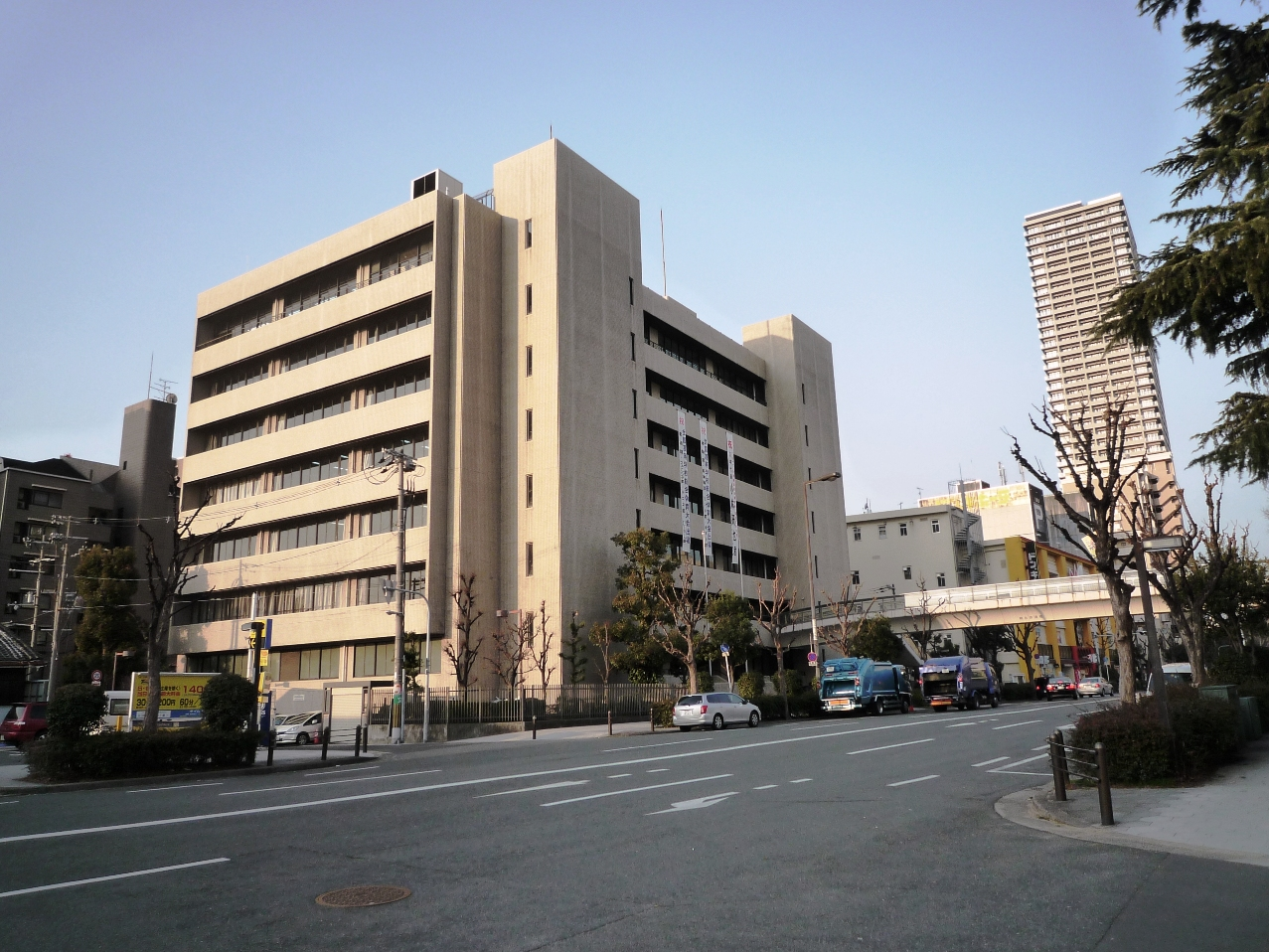
南校舎

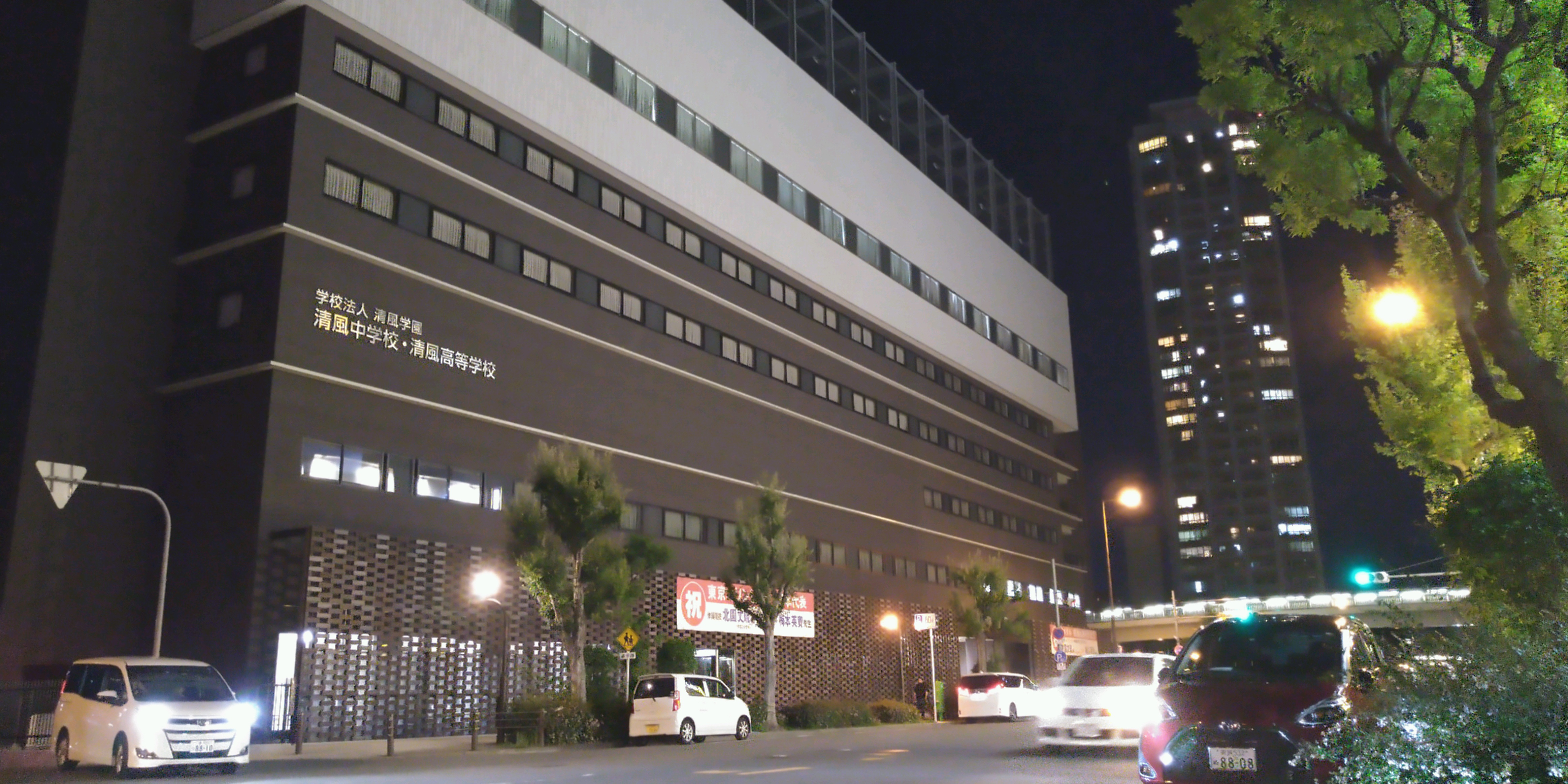
中央館

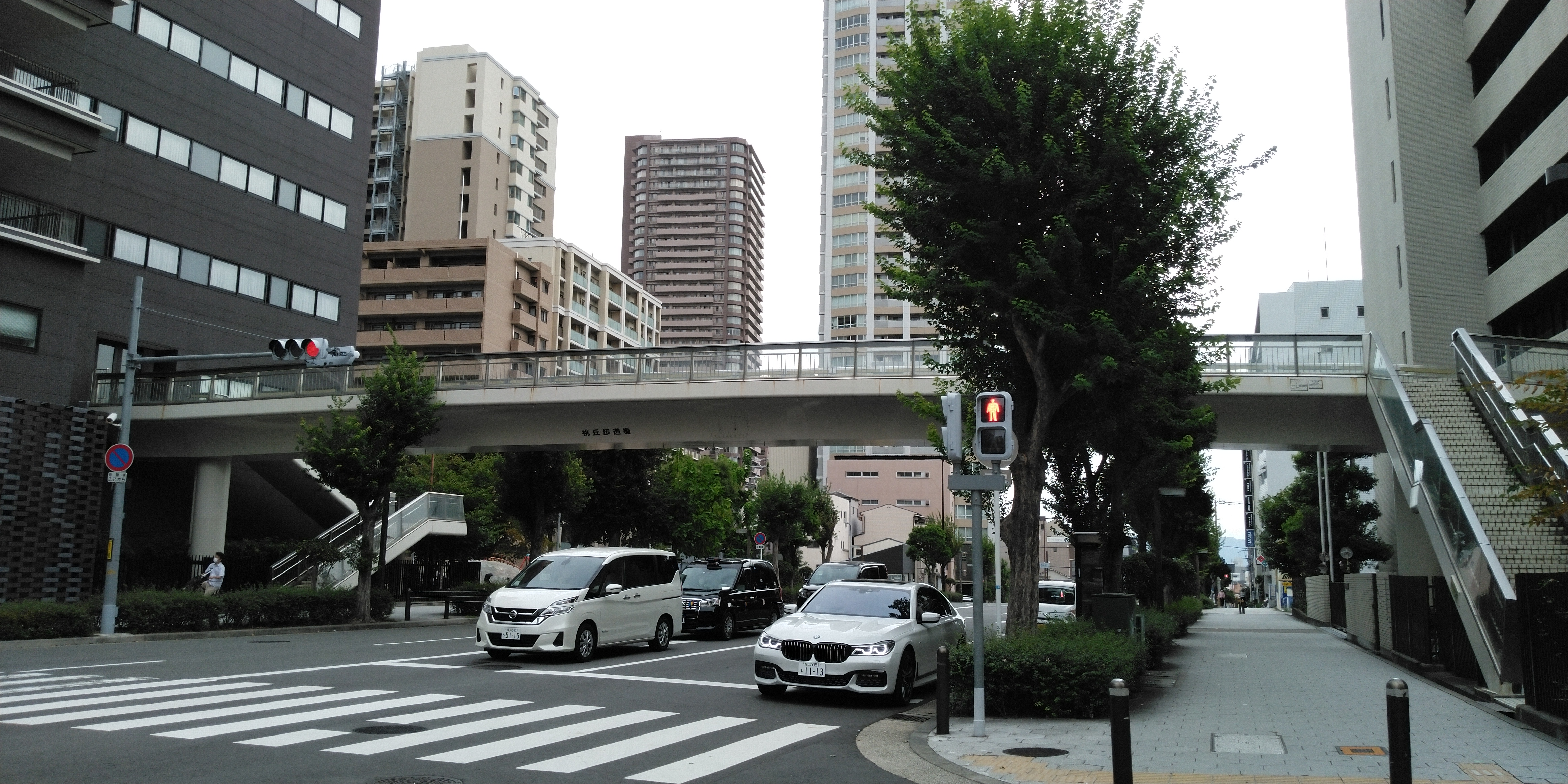
桃丘歩道橋

施設は、北館(旧北校舎)（5階一部7階建て・1962年および1968年落成・2003年改築）・総合体育館（地下1階地上3階建て・1983年落成）・中央館（7階建て・2016年秋完成）と、片側2車線の道路を挟んで真向かいにある南館(旧南校舎)（地下1階地上7階建て・1982年落成）で構成されている。南館は、その他の施設がある北側の敷地と陸橋（大阪市に寄贈）でつながれている。
総合体育館は、地下1階には柔道場と剣道場が、1階には体育系クラブの部室が、2階と3階（一部を除く）には体育ホールが、屋上にはテニスコート（20m × 45m）がある。3階の一部にはトレーニングルーム（現在はフェンシング部の部室）と呼ばれるスペースがある。
校内の集会で、中学・高校の全生徒が集められる運動場は、コンクリートに人工芝の全天候型である。毎朝の朝礼は運動場で行われている。
運動部の部活動は、運動場や体育館のスペースを分け合う形で行われている。ちなみにグラウンドが狭いため、運動部の中には、清風南海学園のグラウンドや大阪城公園を使用する部もある。また、水泳部やヨット部は、プールがないため、運動場でトレーニングをしている。
2016年に新校舎中央館が完成した。まず、事務所棟を取り壊し新校舎の東側を作り、円形校舎および西校舎から中学校が移転された。その後円形校舎等を撤去し、校舎の西側を作って全体を完成させた。ここには食堂（従来は学校食堂がなかった）や大教室が作られたほか、円形校舎から器械体操室が移転した。屋上にはテニスコートが作られている。

### 清風神社
北校舎7階には、総大理石造の「清風神社」がある。清風神社の祭神は天照大神であり、伊勢神宮の分社である。
かつて逢坂小学校にあったものを大阪に移して、校祖は偶然現在校舎がある土地を明け渡され、そこにこの神社があった。
清風曼荼羅
真言宗系の寺院の多くで本尊とされている「大日如来」が、清風曼荼羅として礼拝用具一式と共に、南校舎の1〜2階吹き抜け部分に設置されている。これは、南校舎の建設時に製作・安置された。真言宗の教義に基づく胎蔵界曼荼羅であるが、諸如来を色で表現している色マンダラの様式をとっている。
瞑想室
中央館2階に設置されている。宗教部が利用しており、一般学生が利用することは少ない。
瞑想室には、清風曼荼羅（胎蔵界曼荼羅）と対になる曼荼羅が安置されている。真言宗の教義に基づく金剛界曼荼羅であるが、諸如来を色で表現している色マンダラの様式をとっている。

### 食堂・フードコート
2017年に完成。中央館一階に食堂、2階にフードコートがある。

### 曼荼羅アリーナ
2017年に完成。中央館3階から5階にかけてある。体育館として使用したり、卒業式などいろいろな時に使用される。

### ラカンホール
2017年に完成。説明会、保護者会などに使われる。

## 年間行事

### 拝賀式
1月1日に行われる。参加は自由。内容は朝礼と同様である。

### 100km歩行
3月下旬（終業式・中学卒業式後）に、清風学園から高野山までの100kmを歩く。しかし、中学1年生は途中の泉ケ丘駅の30km地点で終了となる。2018年より中学2年生は55㎞になった。希望者による有料参加だが、ハイキングや富士登山等に参加することによって得られるポイントが基準を超えている必要がある。最後は高野山奥の院にある清風供養塔に参拝する。天候によっては途中で打ち切りになるが、その場合バスで清風供養塔に行く。

### ハイキング
年4回、主に大阪府南東部や和歌山県北部・中央の山間部で行われる。希望者による有料参加。ルートは主に「100km歩行」のルートの一部であり、「100km歩行」の予行を兼ねている。
昼間歩行第1回（4月）および第2回（6月）が行われる。距離は10-15km程度で、和歌山県の山間部。区間は、「100km歩行」の和歌山県高野山手前付近および「第4回」の蔵王峠付近である。
第3回（9月・32 km）および第4回（11月・35 km）は、夜間歩行が行われる。
- 第4回は、南海・泉ヶ丘駅 - プール学院付近 - （堺市・大阪狭山市境界） - 金剛寺 - 関西サイクルスポーツセンター - 滝畑ダムサイト付近 - （大阪府道・和歌山県道61号堺かつらぎ線） - 滝畑レストラン（※100km歩行の際はここで火が焚かれる） - 蔵王峠 - 和歌山線・妙寺駅

### 富士登山
夏休み（約20日間）中の7月下旬に富士登山を行う。8合目か元祖7合目の山小屋に仮眠し、深夜に山小屋を出発して山頂でのご来光を目指す。各ルートの「山頂」でなく、最高峰の剣ヶ峰 (富士山)の横の山まで登る。しかし、2016年度は天候悪化のため、剣ヶ峰まで行けずだった。中学2年生から高校3年生までが参加できるが、高校3年生の参加は担任の許可が必要である。希望者のみの有料参加であるが、参加は抽選となる場合が多い。高校2年生のうち、参加経験のない希望者は抽選が免除され全員が参加できる。ただし、少なくとも1回はそれまでに開催されたハイキングに参加している必要がある。

### 勉強合宿
8月20日頃から3泊ほどの日程で、学年により異なるが、中学生は観光目的で高校生はホテルに缶詰になって1日中勉強を行う。中学生1年生は7月に林間勉強合宿を行う。

### 第2学期始業式
2学期の始業式は9月1日ではなく9月3日としている。これは1950年9月3日に関西地方を襲ったジェーン台風により旧校舎が全壊し、学園存亡の危機が訪れたが、その後無事鉄筋コンクリートの校舎で学園が再建されたため、学園の新生記念日として9月3日を2学期の始業式としている。

### 文化祭
9月初旬に2日間（金、土曜日）、行われる。文化部・運動部・クラスが、様々な展示や模擬店を出す。「体育館へ行こう」では、多数のバンドや漫才が披露される。なお、模擬店は新型コロナウイルス感染症拡大から再開されていない。

### 体育祭
10月初旬頃に、中学校は京セラドーム大阪にて、高校は金岡公園陸上競技場（Osaka Metro御堂筋線新金岡駅から徒歩約10分）にて行われる。

### 合唱祭
11月頃に、大阪府立国際会議場（グランキューブ大阪）で行われる。中学生の全生徒を対象に催されているもので、各クラスがそれぞれ1曲唄い、学年毎にその巧拙を競う。

### スキー合宿
12月の冬休み中に希望者のみ有料で長野県方面横手山のスキー場(定員200名)で合宿を行う。中学1年生は全員参加する必要がある。（2月中旬頃に）

### 四天王寺の「どやどや」
毎年、1月1日から14日間、大阪市天王寺区の四天王寺・六時堂で修正会（しゅしょうえ）が修せられ、14日の結願（けちがん）の日にどやどやが行われる。高校生は紅白ふんどし姿で参加する。

### 高野山修養行事
毎年5月に中学1年生および高校1年生を対象に行われる行事。修養行事ではオリエンテーションをしたり、高野山の高僧から講話を聞き、写経等を行う。また奥の院や清風供養塔にも参拝する。写経が終わると全員の写経を納め、全員が菩薩戒の受戒を受ける。修養行事には必ず参加しなければならず、参加しなかった場合原則進級できないとしている。

### 法隆寺修養行事
中学2年生は法隆寺・高校2年生では、法隆寺・薬師寺に日帰りで参拝する。

### 伊勢大神宮修養行事
中学3年生・高校3年生では、伊勢神宮に日帰りで参拝する。近畿日本鉄道の団体専用臨時特急を使用するが、新型コロナウイルス感染症拡大防止の観点から、現在は全行事に於いてバスでの移動となっている。

## クラブ活動
中学のクラブ加入率は約8割である。高校のクラブ加入率は6割である。敷地が無い関係上、サッカー部は高校から加入可能であり清風南海高校の敷地などを利用している。なお野球部は創設者の思想により存在しない。

## 清風学園グループ
- 学校法人清風南海学園
  - 清風南海中学校・高等学校
- 学校法人清風明育社
  - 清風情報工科学院（専修学校）

## 著名な出身者

### 政治家
- 小林茂樹
- 谷川とむ
- 浦野靖人
- 美延映夫
- 松浪健太
- 西野弘一
- 東坂浩一
- 竹中勇人
- 永野耕平
- 岡田一樹
- 山田秀士

### 経済・文化
- 宇野康秀 - USEN-NEXT HOLDINGS代表取締役社長CEO
- 木村昌平 - 日産車体元会長、日本自動車車体工業会元会長、日産自動車元アライアンスEVP、副社長
- 武田康廣 - ガイナックス取締役 統括本部長
- 青木英彦 - 東京理科大学教授
- 中島岳志 - 東京工業大学教授
- 増田晶文 - 作家

### 芸能界・マスコミ
- 今田耕司（定時制）
- 今出東二
- 大谷亮平
- 桂華紋
- 中西保志
- 浜田順平
- 牧田習
- 三島達矢
- メイ・イズモト

### 体操
- 監物永三
- 具志堅幸司
- 池谷幸雄
- 西川大輔
- 鹿島丈博
- 米田功
- 田中光
- 池谷直樹
- 北園丈琉

### 柔道・格闘技
- 石井慧 - 国士舘高校に転校。
- 秋山成勲

### 陸上
- 井上悟
- 大崎悟史
- 寺野伸一
- 山村貴彦
- 口野武史
- 松村康平

### その他のスポーツ
- 大野雄治 - テニス
- 本並健治 - サッカー
- 川北裕介 - サッカー
- 橋本卓 - サッカー
- 緒方良 - バレーボール
- 西川馨太郎 - バレーボール
- 工藤有史 - バレーボール
- 松永鉄也 - セーリング
- 金田健一郎 - 競輪
- 古性優作 - 競輪
- 宮前岳巳 - トレーナー
- 早川怜 - トレーナー
- 清乃華玉誉 - 中退。相撲

### その他
- 木村達哉 -英語教師、YouTuber

### 大阪電気学校時代の卒業生
- 南都雄二 - 芸人

## 交通・アクセス方法
- 大阪上本町駅より徒歩約3分
- 谷町九丁目駅より徒歩約7分
- 鶴橋駅より徒歩約12分
- 桃谷駅より徒歩約15分